# Kurt Oleska
Kurt Oleska (* 21. August 1914 in Eisfeld; vermisst seit 9. Januar 1945 in Russland) war ein deutscher Basketballspieler.

## Biographie
Auf Vereinsebene spielte Oleska für die Heeressportschule Wünsdorf. Unter dem Namen MTV Wünsdorf gewann die Mannschaft die erste Austragung der deutschen Basketball-Meisterschaft im Oktober 1937 und konnte beim Deutschen Turn- und Sportfest 1938 den Titel verteidigen.
Gemeinsam mit seinen Vereinskameraden Hans Niclaus, Emil Göing, Emil Lohbeck, Bernhard Cuiper und Karl Endres sowie den Breslauern Adolf Künzel und Siegfried Reischieß, dem Dortmunder Willi Daume, den Bad Kreuznachern Otto Gottwald und Josef Schäfer, den Spandauern Heinz Steinschulte und Otto Kuchenbecker sowie dem Berliner Robert Duis gehörte Oleska dem deutschen Kader beim ersten olympischen Basketballturnier 1936 an. Neben einem kampflosen Sieg gegen die aufgrund des ausgebrochenen Bürgerkrieges nicht angetretenen Spanier unterlag die Auswahlmannschaft der Schweiz (18:25), Italien (16:58) und der Tschechoslowakei (9:20); Oleska wurde von Trainer Hugo Murero in allen Spielen eingesetzt. Deutschland belegte in der Endabrechnung den geteilten 15. Rang.
Kurt Oleska war Berufssoldat, zuletzt im Rang des Oberfeldwebels, und gilt seit dem 9. Januar 1945 als vermisst. Sein Name findet sich in den Gedenkbüchern der Deutschen Kriegsgräberstätte Sologubowka (Russland).